# Werner Biel
Werner Erich Biel (* 25. November 1927 in Saarbrücken; † 16. Januar 2006 in Riegelsberg) war ein deutscher Ruderer, der für das Saarland antrat.

## Biografie
Werner Biel gehörte der Delegation des Saarlandes bei den Olympischen Sommerspielen 1952 in Helsinki an. Zusammen mit Hanns Peters und den Brüdern Hans und Joachim Krause-Wichmann startete er im Vierer ohne Steuermann. Ihren Vorlauf gewann die Besatzung gegen die favorisierten Boote aus Italien und Norwegen. Im Halbfinale und im Hoffnungslauf unterlagen die vier Ruderer jedoch knapp und verpassten somit das Finale.